# بلاذر نيجروسي
بلاذر نيجروسي (الاسم العلمي: Anacardium negrense) هي نوع من النباتات يتبع جنس البلاذر من فصيلة البلاذرية.